# 重水素化アセトン
重水素化アセトン（じゅうすいそかアセトン、重アセトン、英: Deuterated acetone）は、アセトンの同位体置換体（英: isotopologue）である。アセトン中の水素原子（H）が同位体である重水素（D）に置換されている。重水素化アセトンは核磁気共鳴分光法で用いられる一般的な溶媒である。

## 製造
重水素化アセトンは塩基存在下でアセトンと重水との反応によって調製される。塩基には重水素化水酸化リチウムが用いられる。
アセトンを完全に重水素化するには、重水をアセトンから留去し、新しい重水でまた反応を再開するというプロセスを数回繰り返す。